# Sandomierski sporazum
Sandomierski porazum ali  Sandomiersko soglasje (poljsko Zgoda sandomierska, latinsko Consensus Sendomiriensis) je bil sporazum, dosežen leta 1570 v Sandomierzu med številnimi protestantskimi skupinami v poljsko-litovski Republiki obeh narodov. Namenjen je bil združitvi različnih veroizpovedi protestantske reformacije, kot so kalvinisti, luteranci in češki bratje v enotno fronto v soočenju s protireformacijo. Poljski bratje niso sodelovali v pogovorih, ki so privedli do sporazuma, podpisanega 14. aprila 1570. Podpisniki sporazuma so se strinjali, da bodo vzajemno spoštovali pridigarje in zakramente. Načrtovane so bile tudi združene sinode. Pojavila se je celo zamisel o zakonu, po katerem naj bi protestante obravnavali enako kot katoličane.
Do sredine 1550. let je protestantsko reformacijo sprejelo več malopoljskih plemičev, ker je bilo plemstvo globoko razdeljeno pa ni bilo mogoče mogoče ustvariti nacionalne protestantske cerkve Poljske. Jan Laski, ki se je soočil s protireformacijo, je izoblikoval idelo o enotni fronti, ki pa se je izkazala za neuspešno, ko se je v 60. letih 16. stoletja pojavilo radikalno gibanje poljskih bratov, ki je razdelilo kalviniste. Zaradi prizadevanj Laskega in Feliksa Krzyzaka je bil leta 1555 v Kozminku podpisan sporazum med kalvinisti in češkimi brati. Zaradi več dogmatskih razhajanj je sporazum formalno obstajal le deset let.
Leta 1565 se je na sinodi v Gostynu v  Velikopoljski ponovno pojavila ideja o združitvi protestantskih cerkva v Kraljevini Poljski. Sinoda se je izkazala za še en neuspeh. Naslednje srečanje protestantskega plemstva je potekalo v začetku aprila 1570 v Sandomierzu. Poljski bratje pri tem niso sodelovali, zato so se protestantski aktivisti po daljši razpravi odločili, da brate izključijo iz svoje skupnosti. Vsaka veroizpoved je ohranila svoje obredje, vsi udeleženci pa so  se zavezali, da bodo medsebojno sodelovali in drug drugega vabili na sinode. 
V Malopoljski se je kot voditelj protestantskih skupnosti pojavil Feliks Krzyzak. Na Velikopoljskem je to nalogo prevzel Erazm Gliczner, voditelja tamkajšnjih čeških bratov pa sta bila Jakub Ostrorog in Rafal Leszczynski. V Veliki litovski kneževini je protestante vodil Szymon Zaciusz.
Širjenje tako čeških kot poljskih bratov se je ustavilo po letu 1577, v poznem 16. stoletju pa je rimskokatoliški cerkvi uspelo oslabiti vpliv kalvinistov v poljsko-litovski državi. V prvi polovici 17. stoletja se je število kalvinističnih molilnic v Malopoljski zmanjšalo z 260 na 155. Edina protestantska vera, ki je obdržala svoj položaj, je bila luteranska cerkev, ki je bila zelo močna med nemško govorečimi prebivalci Kraljeve Prusije.